# Calydna thersander
Espèce
Calydna thersander est un insecte lépidoptère appartenant à la famille  des Riodinidae et au genre Calydna.

## Taxonomie
Calydna thersander a été décrit par Caspar Stoll en 1780 sous le nom de Papilio thersander.

## Écologie et distribution
Calydna thersander est présent en Guyane, en Guyana, au Surinam et au Brésil.

### Biotope
Il réside dans la forêt tropicale.

### Protection
Pas de statut de protection particulier.